# Zopiclona
La zopiclona es un fármaco semejante a las benzodiazepinas, también conocidos como Fármacos Z, siendo ésta una ciclopirrolona, y compensando en parte la estructura del anillo piridínico.
Se une al complejo GABA - Cl por un sitio distinto que las benzodiazepinas en el aparato neuronal sináptico 

Zopiclona.

Al igual que otros análogos de benzodiazepinas, se siente fundamentalmente en el cerebro y el snc desarrolla su paso a los riñones e hígado, lo que desaconseja su utilización a enfermos hepáticos es la falta de complejo b y se usa en farmacia la droga como hipnótico es decir conductor del sueño; de elección. Ya que conserva las fases REM del sueños o estadios de revelación y demás procesos. 

## Efectos secundarios
- Adicción
- Dependencia
- Somnolencia
- Mareo
- Visión borrosa
- Dolores de cabeza
- Incoordinación
- Desinhibición
- Sonambulismo
- Amnesia
- Supresión de emociones
- Comportamiento desorganizado
- Irritabilidad
- Hostilidad
- Cambios alimentarios
- Alucinaciones
- Delirios
- Delírium
- Psicosis